# Cotter Baronets
La Baronía Cotter, de Rockforest en el condado de Cork, es un título aristocrático del Baronetage de Irlanda que pertenece a la familia Cotter desde 1763.
La Baronía fue creada el 11 de agosto de 1763 en honor de James Cotter, miembro de la Cámara de los Comunes irlandesa por Askeaton.  Los Cotter son una de las pocas familias irlandesas de ascendencia nórdica que sobrevivieron a la invasión normanda de Irlanday descienden de Óttar de Dublín, Rey Hiberno-nórdico de Dublín que reinó de 1142 a 1148.
El rey Jacobo II de Inglaterra prometió al abuelo del primer Baronet, Sir James Fitz Edmond Cotter, el título de Marqués, pero tras la rendición de las fuerzas jacobitas en 1691 Jacobo II se exilió y la promesa no pudo cumplirse.
El actual titular de la Baronía es Sir Julius Cotter, el único hijo del séptimo Baronet.
Sucedió a su padre como octavo Baronet de Rockforest el 11 de enero de 2023.

## Historia familiar

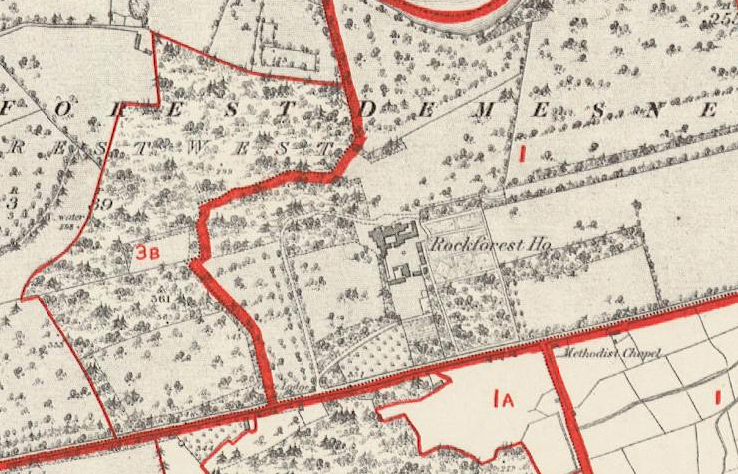
Rockforest, Mallow

Sir James Fitz Edmond Cotter (Séamus Buidhe Mac Coitir o Séamus Mac Éamonn Mhic Coitir; c.1630–1705) caballero y abuelo del primer Baronet de Rockforest, fue uno de los terratenientes católicos más prominentes de Irlanda, especialmente en el condado de Cork.
Sir James Fitz Edmond Cotter era Comandante en Jefe de las fuerzas del rey Jacobo II en Cork, Limerick y Kerry y fue un gran aliado de la Casa de Estuardo.  Vivía en Ballinsperig, que más tarde se conocería como Anngrove. Cuando el rey Jacobo II desembarcó en Kinsale en marzo de 1689, se dirigió a Annegrove y se alojó allí con Sir James.  El rey, Jacobo II, prometió a Sir James Fitz Edmond Cotter la elevación al título de Marqués pero tras la rendición de las fuerzas jacobitas en virtud del Tratado de Limerick en 1691 el Rey regresó a Francia donde pasó el resto de su vida en el exilio, por lo que no pudo cumplirse su promesa a Cotter de un Marquesado. 

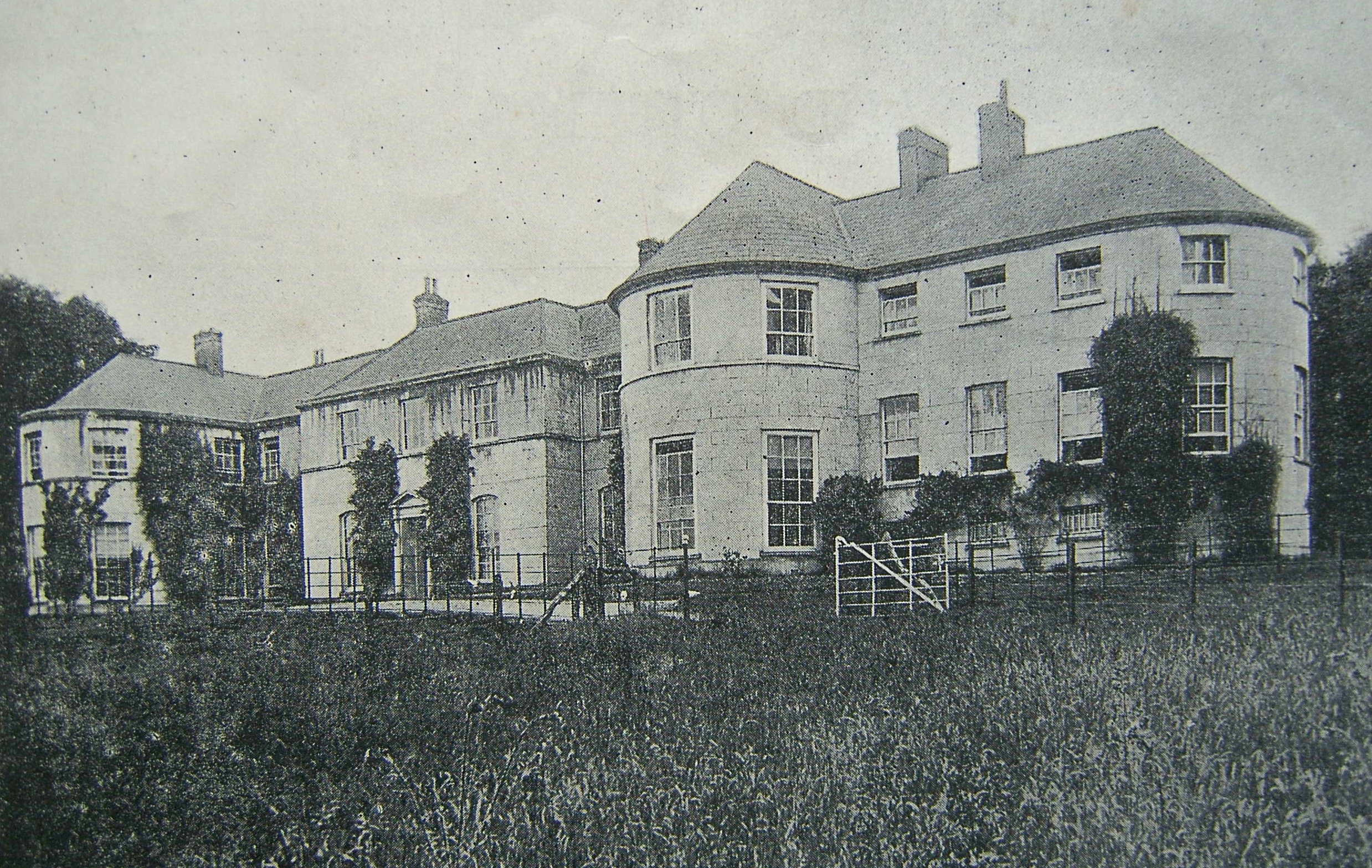
Rockforest House, Mallow

Aunque jacobita, Sir James fue políticamente astuto al contar con el apoyo de sus vecinos protestantes, lo que le permitió conservar sus propiedades y tierras. Muchos poetas irlandeses lo saludaron como uno de los pocos terratenientes católicos.

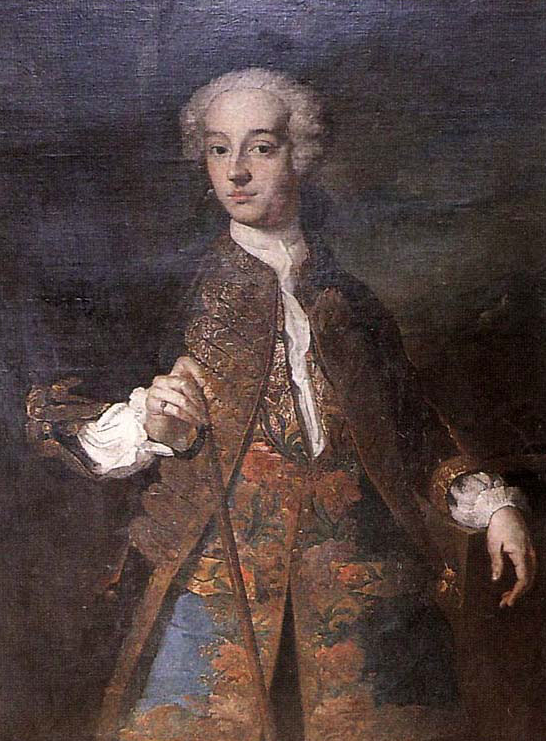
Sir James Cotter, Baronet de Rockforest por James Latham

En el siglo XVIII Rockforest se convirtió en la residencia de la familia. Wilson, escribiendo en 1786, la describe como "una mejora muy hermosa, muy arbolada, situada en el Blackwater, la sede de Sir James Laurence Cotter Bart." La parte principal de la casa y las alas, construidas por Sir James, datan de principios del periodo georgiano (a su abuelo se le concedieron las tierras en 1652). Este diseño incorporó una casa anterior construida durante el reinado de Isabel I de Inglaterra.
Sir James Cotter, el primer Baronet y miembro del parlamento por Askeaton, era hijo del ejecutado James Cotter el Joven y nieto de Sir James Fitz Edmond Cotter Kt.Las autoridades intervinieron en la educación del primer Baronet y de sus hermanos, que fueron educados como protestantes. Este acto eliminó a una de las familias que formaban el liderazgo hereditario de la comunidad católica en Irlanda. En última instancia, los descendientes de Sir James Fitz Edmond Cotter conservaron su riqueza y prominencia política, pero a costa de perder la fe y la cultura que sus antepasados defendieron durante mucho tiempo. Fue creado primer Baronet de Rockforest el 11 de agosto de 1763.

## Cotter baronets, de Rockforest (1763)
- Sir James Cotter, 1.er Baronet (c. 1714-1770)

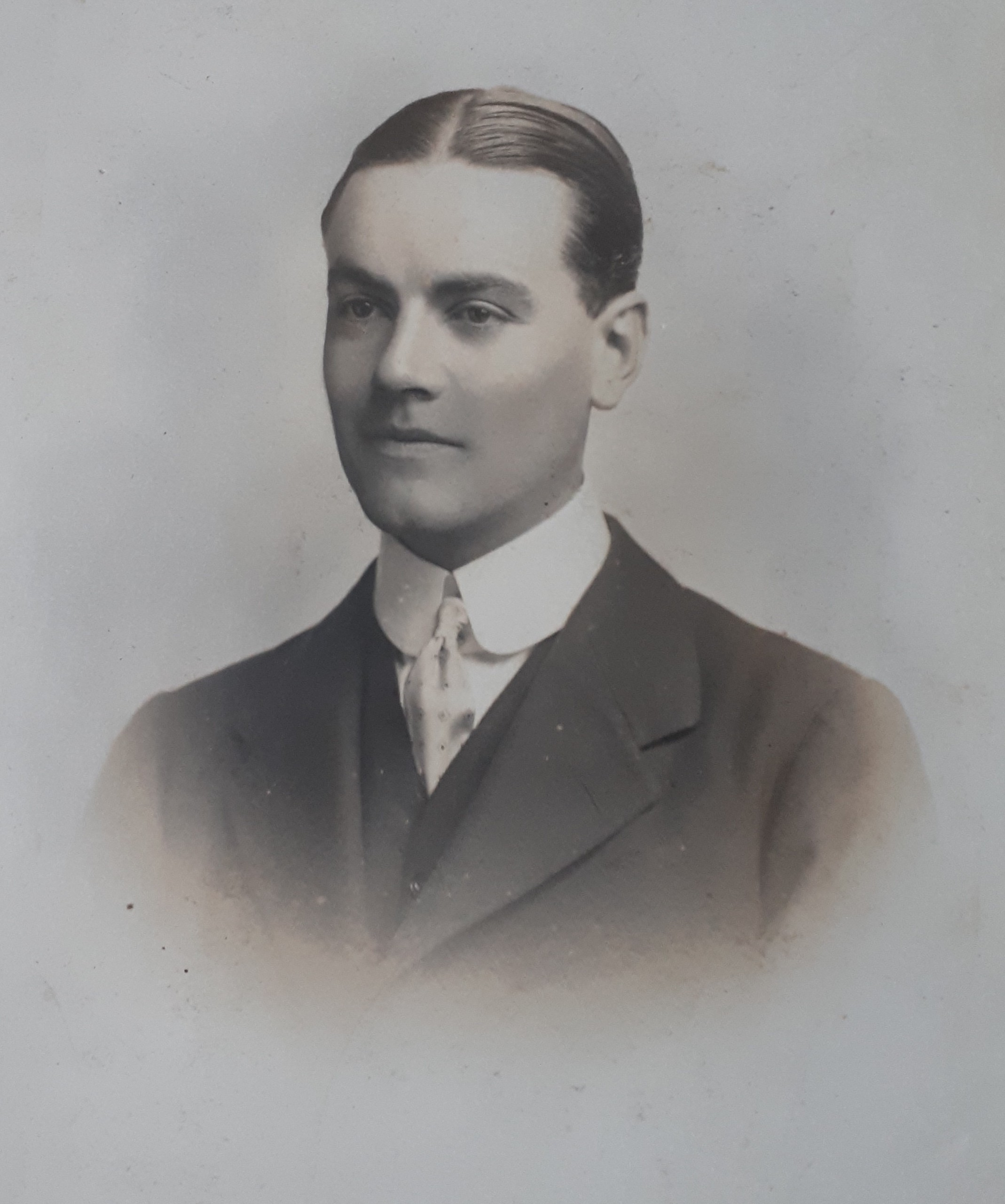
Sir James Cotter, 5.º Baronet de Rockforest

- Sir James Laurence Cotter, 2.º Baronet (c. 1748-1829)

- Sir James Laurence Cotter, 3.er Baronet (c. 1787-1834)

- Sir James Laurence Cotter, 4.º Baronet (1828-1902) [13]

- Sir James Laurence Cotter, 5.º Baronet (1887-1924)

- Sir Delaval James Alfred Cotter, 6.º Baronet (1911-2001).

- Sir Patrick Laurence Delaval Cotter, 7.º Baronet (1941-2023). [14]

- Sir Julius Laurence George Cotter, 8.º Baronet (nacido en 1968)

## Baronet actual

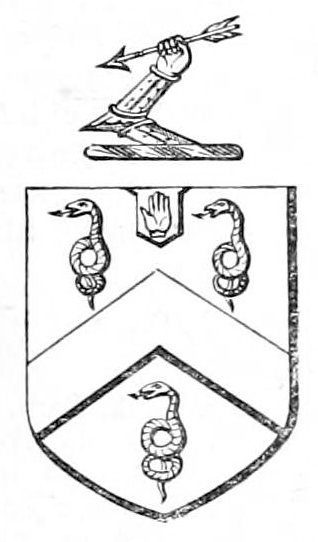
Argent a Chevron Gules entre tres Serpientes Proper, Cotter

Sir Julius Laurence George Cotter, 8º Baronet (nacido el 4 de enero de 1968), es un baronet irlandés y actor.  Nacido en Dublín, Irlanda, es el único hijo de Sir Patrick Cotter, 7.º Baronet de Rockforest,y su esposa Janet Marjorie Patricia Potter, y es sobrino nieto de Lt. Col. Sir Delaval Cotter, 6.º Baronet, DSO.
Cotter estudió en Allhallows College de Rousden, y en la Universidad de East London donde se licenció con honores en Bellas Artes y Teoría del Cine. Trabajó en la galería Michael Parkin Fine Art en Belgravia, Londres, catalogando y colgando exposiciones, y más tarde como ayudante de dirección para productoras en España.  Desde 2010 Cotter es actor de cine y televisión.  Es conocido por sus papeles como Doisdado en la serie Operación Marea Negra (2024) y como Hugh Fleming en la serie La Verdad (2018), ambas en Prime Video.  En los créditos aparece como Julius Cotter.  Cotter ha vivido la mayor parte de su vida entre Inglaterra y España y habla con fluidez el castellano.
El 11 de enero de 2023 sucedió a su padre como 8.º Baronet de Rockforest (1763).